# Sans fard
Albums de Red Cardell
Cardelectro
(2003) Bal à L'Ouest
(2004)
Sans fard est le 7e album du groupe Red Cardell.

## Liste des titres
| No  | Titre               | Durée      |
| --- | ------------------- | ---------- |
| 1.  | Comme couché        | 3 min 36 s |
| 2.  | Petit bistrot       | 3 min 36 s |
| 3.  | Colonie             | 4 min 25 s |
| 4.  | Sans fard           | 2 min 38 s |
| 5.  | Méridienne          | 3 min 51 s |
| 6.  | Mescufurus (part 1) | 3 min 02 s |
| 7.  | Mescufurus (part 2) | 1 min 42 s |
| 8.  | Joli Coucou         | 2 min 52 s |
| 9.  | Scootish            | 2 min 40 s |
| 10. | Stop Speak French   | 2 min 18 s |
| 11. | Bermude             | 3 min 09 s |
| 12. | Vénitienne          | 4 min 10 s |
| 13. | Station balnéaire   | 3 min 45 s |
| 14. | Le Souffle          | 4 min 36 s |
| 15. | Sommeil             | 2 min 54 s |

- Textes : Jean-Pierre Riou
- Musiques : Red Cardell

## Crédits

### Musiciens
- Jean-Pierre Riou : chant, guitare électrique, acoustique et 12 cordes, bombarde.
- Jean-Michel Moal : accordéon midi et acoustique, synthétiseurs.
- Manu Masko : batterie et percussions.

### Réalisation
- Produit et distribué par : Avel Ouest / Coop Breizh
- Coproduit et réalisé par : Red Cardell
- Enregistré et mixé par : Nicolas Rouvière
- Masterisé par :

## Récompenses
- 2004 : 1er du classement francophone du mois de janvier[1] et du mois de février[2] des dix-sept radios associatives du Réseau Quota.